# سوت‌کش بال‌حنایی

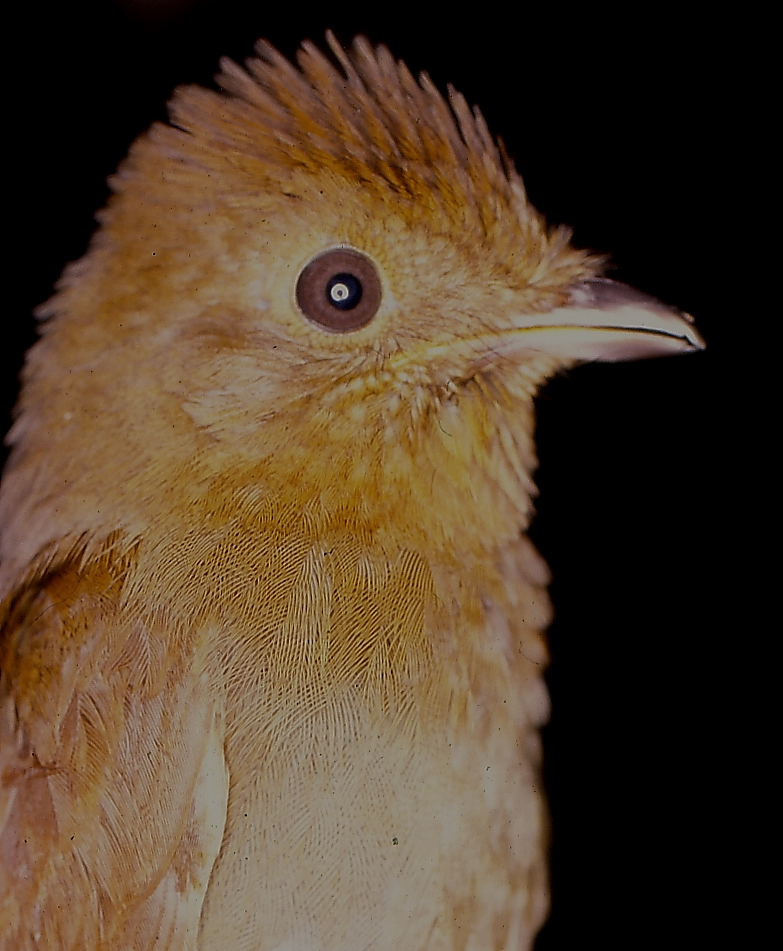
تصویر پرنده سوت‌کش بال‌حنایی

سوت‌کش بال‌حنایی (نام علمی: Schiffornis stenorhyncha) نام یک گونه از سرده سوت‌کش‌ها است.